# Dysomma muciparus
Dysomma muciparus är en fiskart som först beskrevs av Alcock, 1891.  Dysomma muciparus ingår i släktet Dysomma och familjen Synaphobranchidae. Inga underarter finns listade i Catalogue of Life.